# Callitriche deflexa
Callitriche deflexa là một loài thực vật có hoa trong họ Mã đề. Loài này được A.Braun ex Hegelm. mô tả khoa học đầu tiên năm 1864.